# Nephrodium funkii
Nephrodium funkii là một loài dương xỉ trong họ Dryopteridaceae. Loài này được Baker mô tả khoa học đầu tiên năm 1874.
Danh pháp khoa học của loài này chưa được làm sáng tỏ. 